# Gordon Gould
Gordon Gould (Nova York, 17 de juliol de 1920 - Ib., 16 de setembre de 2005) va ser un físic estatunidenc a qui sovint s'atribueix la invenció del làser -que també s'ha imputat a Theodore H. Maiman. Gould és conegut sobretot per la lluita que va mantenir durant trenta anys amb l'Oficina de Patents i Marques dels Estats Units per aconseguir patents per al làser i les tecnologies relacionades. També va lliurar batalles judicials amb fabricants de làser per fer complir les patents, cosa que finalment va aconseguir.

## Biografia

### Primers anys i educació
Nascut a Nova York, Gould era el més gran de tres germans. El seu pare va ser fundador i director de Scholastic Magazine Publications a Nova York. Va créixer a Scarsdale, un petit barri perifèric de Nova York, i va assistir a l'escola secundària de la zona. Va obtenir una llicenciatura en Ciències Físiques al Union College, on es va convertir en membre de la fraternitat Sigma Chi, i un màster a la Universitat Yale, on es va especialitzar en òptica i espectroscòpia. Entre el març del 1944 i el gener del 1945 va treballar en el Projecte Manhattan, però en va ser apartat a causa de les seves activitats com a membre del Partit Comunista dels Estats Units. El 1949, Gould va anar a la Universitat de Colúmbia per treballar en un doctorat en espectroscòpia òptica i de microones. La tesi doctoral l'hi va dirigir el premi Nobel Polykarp Kusch, que el va guiar en l'experimentació en el bombament òptic, una tècnica que llavors era nova. El 1956, Gould va proposar l'ús del bombament òptic per excitar un màser i va discutir aquesta idea amb l'inventor del màser, Charles Townes, que també va ser professor a Colúmbia i que obtindria el Premi Nobel el 1964 pel seu treball sobre el màser i el làser. Townes va donar consells a Gould sobre com aconseguir una patent sobre la seva innovació i va acceptar actuar com a testimoni.

### Invenció del làser
El 1957, molts científics, incloent-hi Charles Townes, buscaven una manera d'aconseguir una amplificació de la llum visible semblant a un màser. El novembre d'aquell any, Gould es va adonar que es podia fer una cavitat òptica adequada utilitzant dos miralls en forma d'interferòmetre de Fabry-Pérot. A diferència dels dissenys considerats amb anterioritat, aquest enfocament produiria un feix estret, coherent i intens. Com que els costats de la cavitat no havien de ser reflectors, el medi actiu es podria bombar òpticament amb facilitat per aconseguir la inversió de població necessària. Gould també va considerar el bombament del medi per col·lisions a nivell atòmic i va anticipar molts dels possibles usos d'aquest dispositiu.
Gould va enregistrar les seves anàlisis i va suggerir aplicacions en un quadern de laboratori sota el títol «Alguns càlculs aproximats sobre la viabilitat d'un LÀSER: Amplificació de la llum per emissió estimulada de radiació», el primer ús registrat d'aquest acrònim. La llibreta de Gould va ser la primera prescripció escrita per fabricar un làser viable i, en adonar-se del que tenia a la mà, la va portar a una botiga del barri per fer notar la seva feina. Arthur Leonard Schawlow i Charles Townes van descobrir independentment la importància de la cavitat de Fabry-Pérot, uns tres mesos després, i van anomenar el dispositiu proposat resultant maser òptic. El nom de Gould per al dispositiu es va presentar al públic per primera vegada en una conferència el 1959 i va ser adoptat malgrat la resistència de Schawlow i els seus col·legues.
Desitjós d’obtenir una patent del seu invent i creient, equivocadament, que per aconseguir-ho necessitava construir un làser que funcionés, Gould va deixar Colúmbia sense completar el doctorat i va entrar en una empresa privada d’investigació, TRG (Technical Research Group). Va convèncer el propietari de l'empresa perquè donés suport a la seva investigació i va obtenir finançament per al projecte de l'Agència d'Investigacions de Projectes Avançats de Defensa (DARPA), irònicament amb el suport de Charles Townes. Per desgràcia per a Gould, el govern va declarar el projecte classificat, cosa que significava que calia un permís de seguretat per treballar-hi. A causa de la seva anterior participació en activitats polítiques de signe comunista, Gould no va obtenir l'autorització. Va continuar treballant a TRG, però no va poder contribuir directament al projecte per dur a terme les seves idees. A causa de dificultats tècniques i potser per la incapacitat de Gould per participar-hi, Theodore Maiman, dins l'empresa Hughes Research Laboratories, va derrotar TRG en la cursa per construir el primer làser de treball.

## Batalles de patents i aplicació de les patents emeses
Poc després de començar Optelecom, Gould i els seus advocats van canviar el focus de la seva batalla de patents. Després d'haver perdut molts casos judicials sobre el propi làser, i es van quedar sense opcions d'apel·lació, es van adonar que moltes de les dificultats es podrien evitar centrant-se en canvi en l'amplificador òptic, un component essencial de qualsevol làser. La nova estratègia va funcionar, i el 1977 Gould va rebre la patent US 4053845, que cobria amplificadors làser bombejats òpticament. La indústria del làser, que aleshores havia crescut fins a vendes anuals d'uns 400 milions de dòlars, es va rebel·lar per pagar drets d'autor per llicències de tecnologia que feia anys que feien servir i va lluitar davant dels tribunals per evitar pagar.
El crit de la indústria va provocar que l'oficina de patents s'aturades en l'alliberament d'altres patents pendents de Gould, donant lloc a més apel·lacions i esmenes a les patents pendents. Malgrat això, Gould va rebre la patent US 4161436 el 1979, que cobria una varietat d'aplicacions làser, incloent materials de calefacció i vaporització, soldadura, perforació, tall, mesura de distància, sistemes de comunicació, televisió, fotocopiadores làser i altres aplicacions fotoquímiques i fusió làser. La indústria va respondre amb demandes per evitar pagar també per llicència d'aquesta patent. També el 1979, Gould i els seus patrocinadors financers van fundar l'empresa Patlex, per tenir els drets de patent i gestionar les llicències i l'aplicació.
Les batalles legals van continuar, ja que la indústria del làser va intentar no només evitar que l'Oficina de Patents emetés les patents restants de Gould, sinó també que les ja emeses fossin revocades. Gould i la seva companyia es van veure obligats a lluitar tant als tribunals com als procediments de revisió de l'Oficina de Patents. Segons Gould i els seus advocats, l'oficina semblava decidida a evitar que Gould obtingués més patents i a rescindir les dues que s'havien concedit.
Finalment, les coses van començar a canviar el 1985. Després d'anys de procés legal, el Tribunal Federal de Washington, DC va ordenar a l'Oficina de Patents que emetés la patent de Gould sobre amplificadors làser bombejats per col·lisió. L'Oficina de Patents va apel·lar, però finalment es va veure obligada a emetre la patent US 4704583 i a abandonar els seus intents de rescindir les patents emeses anteriorment per Gould. La patent de la finestra angular de Brewster es va emetre més tard com a la patent US 4746201.
El final de l'acció de l'Oficina de Patents va alliberar les demandes d'execució de Gould per continuar. Finalment, l'any 1987, Patlex va aconseguir la seva primera victòria decisiva contra la corporació Control Laser, un fabricant de làsers. En lloc de quedar en fallida pels danys i la manca de llicència per a la tecnologia, la junta de Control Laser va cedir la propietat de l'empresa a Patlex en un acord de liquidació. Altres fabricants i usuaris de làser ràpidament van acordar resoldre els seus casos i treure llicències de Patlex en els termes de Patlex.
La Guerra de trenta anys de patents per a Gould per guanyar els drets dels seus invents es va conèixer com una de les batalles de patents més importants de la història. Al final, Gould va rebre quaranta-vuit patents, essent les patents de bombeig òptic, bombeig col·lisional i aplicacions les més importants. Entre altres, aquestes tecnologies cobrien la majoria dels làsers utilitzats en aquell moment. Per exemple, el primer làser operatiu, un làser robí, es va bombejar òpticament; el làser d'heli-neó és bombejat per descàrrega de gas.
El retard —i la posterior difusió dels làsers a moltes àrees de la tecnologia— va fer que les patents fossin molt més valuoses que si Gould hagués guanyat inicialment. Tot i que Gould havia cedit el vuitanta per cent dels ingressos per finançar les seves despeses judicials, va guanyar diversos milions de dòlars.
«Vaig pensar que legítimament tenia dret a la idea de fer un amplificador làser», va dir William R. Bennett, que era membre de l'equip que va construir el primer làser que podia disparar contínuament. «Va poder cobrar drets d'autor d'altres persones que feien làser, inclòs jo».

## Elecció al Saló de la Fama i mort
Tot i que el seu paper en la invenció del làser es va disputar durant dècades, l'any 1991 Gould va ser elegit membre del National Inventors Hall of Fame el 1991.
Després que Gould es retirés el 1985, ell i la seva dona es van establir a Breckenridge, Colorado, on van fer llargues excursions i van patrocinar concerts de música de cambra, i ella va cantar al cor de la Simfònica de Colorado. Finalment es van traslladar a Sag Harbor a Long Island, que va ser la seva darrera casa.
Gould va morir per causes naturals el 16 de setembre de 2005, a l'hospital Lenox Hill de Nova York, per causes naturals. Tenia 85 anys. En el moment de la seva mort, el paper de Gould en la invenció es va continuar disputant en els cercles científics. A part de la disputa, Gould s'havia adonat de la seva esperança de estar al voltant quan la patent de la finestra angular de Brewster va expirar el maig de 2005.